# Coll de Nargó
Coll de Nargó è un comune spagnolo situato nella comunità autonoma della Catalogna, nella provincia di Lleida.
Il territorio comunale comprende le seguenti località:
- Coll de Nargó
- Gavarra
- Les Masies de Nargó
- Montanissell
- Sallent
- Valldarques